# The Times (EP)
The Times è un EP dal vivo del cantautore canadese Neil Young pubblicato nel 2020 dalla Reprise Records.
L'album è costituito da incisioni dal vivo fatte da Young a casa sua per la serie Fireside Sessions, una serie di concerti immessi in rete da Young durante la pandemia dovuta al COVID-19.

## Tracce
I brani sono di Neil Young, tranne dove indicato.
1. Alabama – 3:00
2. Campaigner – 3:28
3. Ohio – 2:49
4. The Times They Are A-Changin’ – 5:01 (Bob Dylan)
5. Lookin' for a Leader – 4:11
6. Southern Man – 3:32
7. Little Wing – 4:45

## Formazione
- Neil Young – chitarra, voce, armonica a bocca, produzione
- Niko Bolas – produzione
- dhlovelife – fotografie, direzione artistica, registrazione
- Dana Neilsen – masterizzazione audio